# Вальтер Флінш
Вальтер Флінш (нім. Walter Flinsch, 7 лютого 1903 — 3 лютого 1943) — німецький академічний веслувальник, срібний призер літніх Олімпійських ігор 1932 року.

## Біографія
У Лос-Анджелесі в 1932 році Вальтер Флінш виборов срібну медаль у четвірках без стернового та вибув у попередніх запливах вісімок. Чотирма роками раніше він вибув у попередніх запливах у веслуванні одиночкою. Він був чемпіоном Німеччини в 1923-24 та 1926-28 роках в одиночці, 1924 року у двійці, 1930 року у вісімках та четвірках зі стерновим, а також 1931 року у вісімках та четвірках без стернового. До 1929 року Флінш веслував за Франкфуртський веслувальний клуб, а потім приєднався до Мангаймського веслувального клубу «Amicitia 1876».
Флінш походив з франкфуртської гілки родини промисловця, що займалася паперовою продукцією. До Другої світової війни він був пілотом «Lufthansa» і, природно, вступив до Люфтваффе, коли почалася війна. Будучи льотчиком-випробувачем у 1943 році, він втратив керування своїм бомбардувальником Heinkel He 177 Greif на висоті 4000 м. Він зміг покинути літак, але так і не зміг розкрити парашут.